# Šelopuginskij rajon
Il Šelopuginskij rajon (in russo Шелопугинский район?) è un municipal'nyj rajon del Territorio della Transbajkalia, nell'Estremo Oriente russo. Ricopre una superficie di 4 364,55 chilometri quadrati e ha una popolazione di 5 994 abitanti. Istituito l'11 febbraio 1935 con il nome di Šachtaminskij e rinnovato il 24 agosto 1961 con il nome attuale. Il centro amministrativo è il villaggio di Šelopugino. Il rajon è suddiviso in 8 comuni rurali. 
Gli speroni della catena dei monti Borščovočnyj attraversano la regione; Il fiume più grande è l'Unda, che sfocia nell'Onon.